# Ястребиный орёл

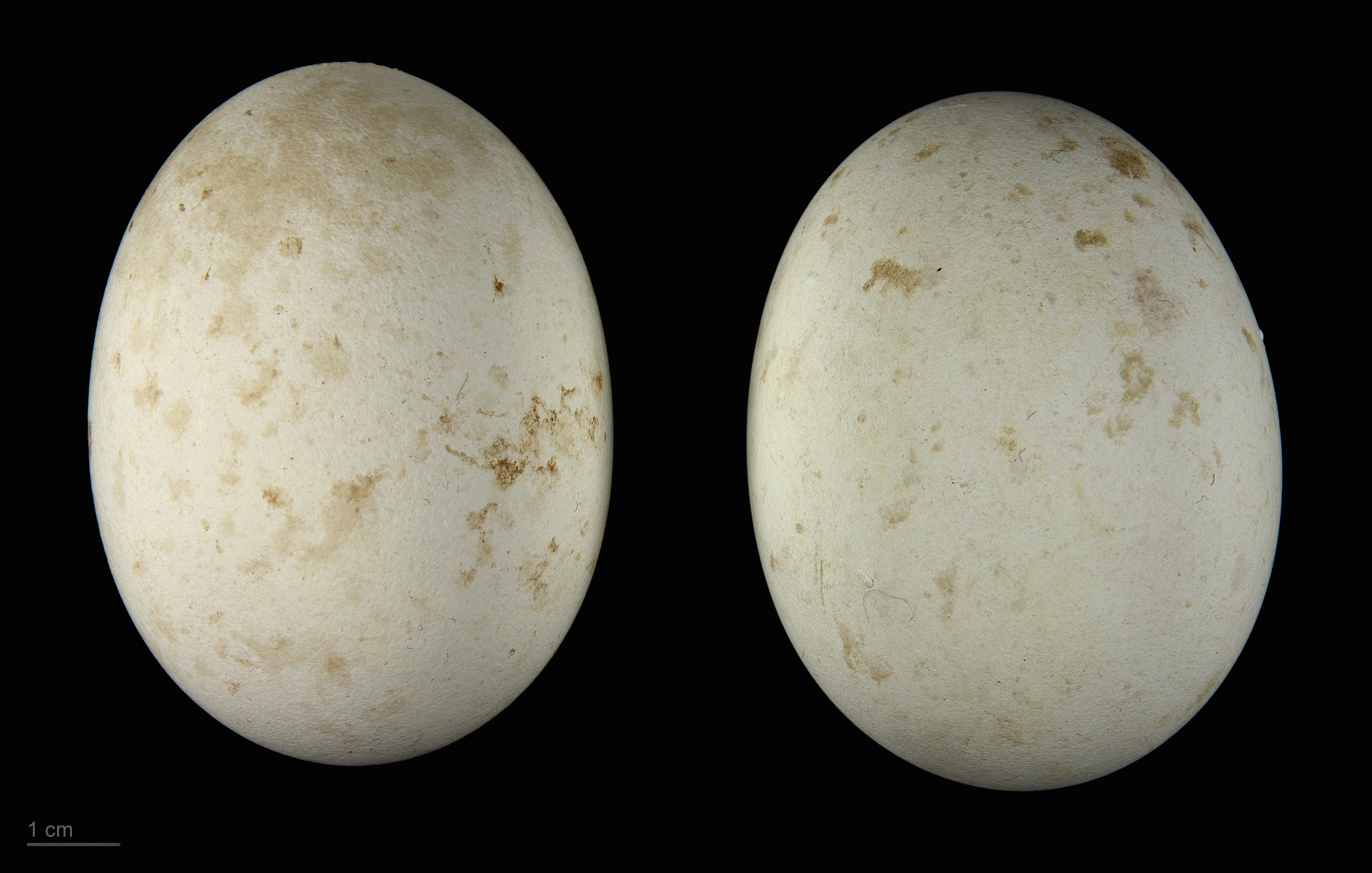
яйцо Aquila fasciata - Тулузский музей

Ястреби́ный орёл (лат. Aquila fasciata) — вид хищных птиц семейства ястребиных.

## Описание
Длина крыла от 46 до 55 см, общая длина 65—75 см, масса 1,5—2,5 кг.
Окраска взрослых птиц на спинной стороне черновато-бурая, хвост серый с поперечным тёмным рисунком. Брюшная сторона ястребиного орла охристая или белая с черноватыми продольными пестринами и с поперечными тёмными полосами на перьях голени и подхвостья. Молодые ястребиные орлы в первом годовом наряде на брюшной стороне рыжеватые с наствольными штрихами на зобе и груди, на голове и шее рыжие пестрины. Радужина жёлтая у взрослых, бледно-бурая у молодых. Клюв серовато-чёрный, когти чёрные, восковица и лапы жёлтые. Самки крупнее самцов.

## Распространение
Ястребиный орёл распространён в тропической и субтропической зоне восточного полушария: в Южной Европе, Африке (кроме Сахары), Передней, Средней и Южной Азии, на Малых Зондских островах. В небольшом числе и спорадично встречается ястребиный орёл в Средней Азии от Туркменистана и Таджикистана на юге до гор Каратау на севере. Ястребиные орлы предпочитают жить в местах поросших ксерофитными кустарниками.

## Питание и размножение
Питается ястребиный орёл млекопитающими и птицами средней величины — зайцами, кроликами, серыми и каменными куропатками, дикими голубями, вороновыми (галки) и прочими. Добычу ястребиный орёл ловит главным образом на земле, но также и в воздухе, как сокол. В последнее время ястребиные орлы в Западной Европе успешно применяются в качестве ловчих птиц.
С конца января по середину апреля откладывает обычно 2 яйца (редко 1 или 3), которые насиживает в основном самка в течение 37—40 дней. Молодые становятся на крыло в возрасте 60—65 дней.
Связь партнёров чрезвычайно крепка, и они могут оставаться вместе в течение всей жизни. Находясь рядом с гнездом, два партнёра поочередно пикируют, выполняют прочие фигуры, играя в воздухе.
В Китае кладки ястребиного орла находили в марте, в Индии — с ноября по февраль. Насиживание продолжается около 40 дней, птенцы становятся летными в возрасте примерно 8—10 недель.

## Охрана
Во многих районах европейского ареала ястребиному орлу угрожает полное исчезновение. Причиной может служить истребление человеком и изменение среды обитания этого вида, гибель птиц на проводах линий электропередач и уменьшение количества основной пищи.